# 小行星8326
小行星8326（英語：8326 Paulkling）是一颗围绕太阳公转的小行星。1981年5月6日，卡罗琳·舒梅克、尤金·舒梅克在帕洛马山发现了此天体。
这颗小行星的绝对星等为296.45826等。